# Штерн, Виктор
Виктор Штерн (нем. Victor Stern; 29 октября 1885, Тршешть, Австро-Венгрия — 27 марта 1958, Потсдам) — философ

-коммунист. В 1920—1930-е годы считался одним из лучших умов Коммунистической партии Чехословакии. После Второй мировой войны занимал должность декана философского факультета Высшей партийной школы имени Карла Маркса.

## Биография
Родился в семье раввина. В 1891—1904 годах учился в народной школе и гимназии. Учился в Вене, вступил в Социал-демократическую партию Австрии и увлёкся австромарксизмом, течением, которое с 1904 года под руководством Отто Бауэра приобретало в рядах австрийской социал-демократии всё большее влияние. Окончив обучение, Штерн зарабатывал на жизнь частными уроками математики, физики, логики и психологии. Участвовал в Первой мировой войне, начав солдатом и закончив офицером. По окончании войны оказался в Берлине, где в 1919 году вступил в Независимую социал-демократическую партию Германии, затем в 1920 году — в Коммунистическую партию Германии. В 1920—1921 годах принимал участие в Рурском восстании и впоследствии как австриец был выслан из Германии за работу в левой прессе.
Некоторое время Штерн оставался в Германии на нелегальном положении, затем вернулся в Вену и в 1921—1922 годах работал шеф-редактором венского издания газеты Die Rote Fahne. Вошёл в состав политбюро КПА, в 1922 году был делегатом Четвёртого конгресса Коммунистического интернационала от КПА. В 1923 году Штерн поселился в Чехословакии и вступил в Коммунистическую партию, был избран в ЦК КПЧ в 1924 году. В 1925—1934 годах Штерн избирался от КПЧ в Национальное собрание Чехословакии. В 1925 и 1926 годах Штерн представлял свою партию в Коммунистическом интернационале в Москве. В 1935 году эмигрировал в СССР, работал преподавателем в Международной ленинской школе и пропагандистом в аппарате КИ, в частности работал шеф-редактором на его христианской радиостанции. За свою деятельность в 1945 году был награждён орденом Красной Звезды.
В 1945 году Штерн вернулся в Чехословакию и до 1946 года продолжал работать попеременно в Праге и Москве. В 1946 году Штерн переехал в Советскую зону оккупации Германии и вступил в СЕПГ. В 1947 году руководство СЕПГ предложило ему возглавить философский факультет и кафедру диалектического и исторического материализма в Высшей партийной школе имени Карла Маркса. По решению ЦК СЕПГ в 1952 году получил звание профессора. После длительной болезни в 1955 году вышел на пенсию. До своей смерти опубликовал несколько философских работ.
Похоронен в Мемориале социалистов на Центральном кладбище Фридрихсфельде.

## Сочинения
- Einführung in die Probleme der Ethik. Wien 1911
- Grundzüge des dialektischen und historischen Materialismus. Berlin 1947
- Stalin als Philosoph. Berlin 1949
- Erkenntnistheoretische Probleme der modernen Physik. Berlin 1952
- Zu einigen Fragen der marxistischen Philosophie Berlin 1954